# Lapacho (préparation)
 (septembre 2022).
Si vous disposez d'ouvrages ou d'articles de référence ou si vous connaissez des sites web de qualité traitant du thème abordé ici, merci de compléter l'article en donnant les références utiles à sa vérifiabilité et en les liant à la section « Notes et références ».
Pour les articles homonymes, voir Lapacho (arbre).

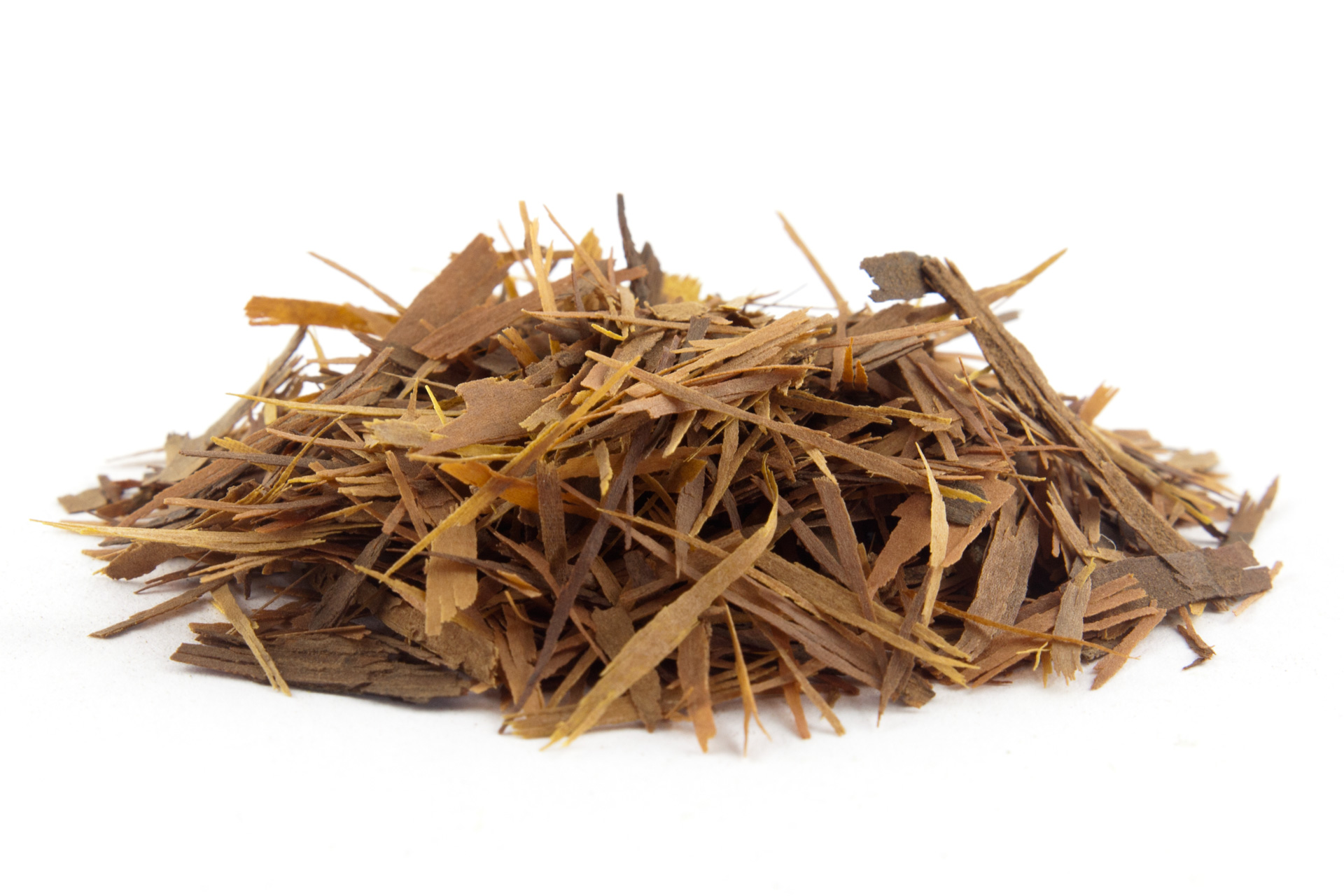

Le lapacho ou taheebo en préparation est une décoction du cambium séché de différents arbres du genre Tabebuia, notamment Tabebuia impetiginosa.
Tabebuia impetignosa ne serait pas le Lapacho original.
Ce dernier serait produit par une autre sous-espèce, notamment ssp. avellanedae.
Le Lapacho des Incas et des Kallawaya ainsi que d'autres peuples sud-américains était considéré comme un remède universel ; l'écorce secondaire nommée cambium, partie active la plus connue de nos contemporains est extraite de Tabebuia avellanedae.
Le lapacho n'est pas cultivé : son écorce est récoltée toute l'année sur des arbres sauvages, en pleine forêt.

## Préparation
La tisane (en décoction) de lapacho a un goût boisé avec une touche de vanille et une légère amertume en fin de bouche ; il ressemble un peu à celui de l'infusion de rooibos, ce qui le rend agréable à consommer.

## Constituants
Il contient du potassium, du calcium, du fer, du baryum, du strontium et de l'iode, mais pas de caféine. Il contient aussi un puissant antibiotique, le lapachon. {{référence nécessaire}}
Autres principaux constituants : quinone, flavonoïdes, lapachol, carnosol, indoles, coenzymes Q, alcaloïdes (técomine) et des saponines stéroïdiennes. {{référence nécessaire}}

## Propriétés
Des études existent qui tendent à démontrer que les composants du lapacho peuvent avoir des propriétés intéressantes dans le domaine de la santé, notamment pour leurs effets antibactériens, antifongiques, antiviraux et anti-inflammatoires. D'autres études semblent montrer que le lapacho possède des vertus dermatologiques, antiparasitaires et stimulantes immunitaires.
Les deux molécules principalement étudiées sont le lapachol et les béta-lapachones, pour leur potentiel intérêt dans le traitement de certains cancers ; foie , colon, gastrique, prostate, sein, vessie ainsi que certaines propriétés antimétastatiques,. Toutefois, il est à noter que l'American Cancer Society déclare sur son site en 2013  que les preuves existantes provenant d'études contrôlées et bien conçues ne permettent pas d'affirmer que l'écorce de lapacho constitue un traitement efficace dans le cancer humain, et souligne que les effets secondaires du lapacho sont potentiellement néfastes.

## Dangers et effets-secondaires
La présence d' hydoquinone parmi les composants du lapacho peut provoquer des effets sévères sur le foie et les reins à forte dose.
Plusieurs études sur des animaux ont montré l'existence d'effets secondaires potentiels tels que vertiges, nausées, vomissements et des effets clastogénes,.
Il a également été montré que le lapacho possède des propriétés abortives chez le rat, et est donc déconseillé à titre préventif aux femmes enceintes et allaitantes.
Ses propriétés anticoagulantes peuvent également entrainer des interactions avec la prise d'aspirine ou d'anticoagulant.